# Papirio Fabiano

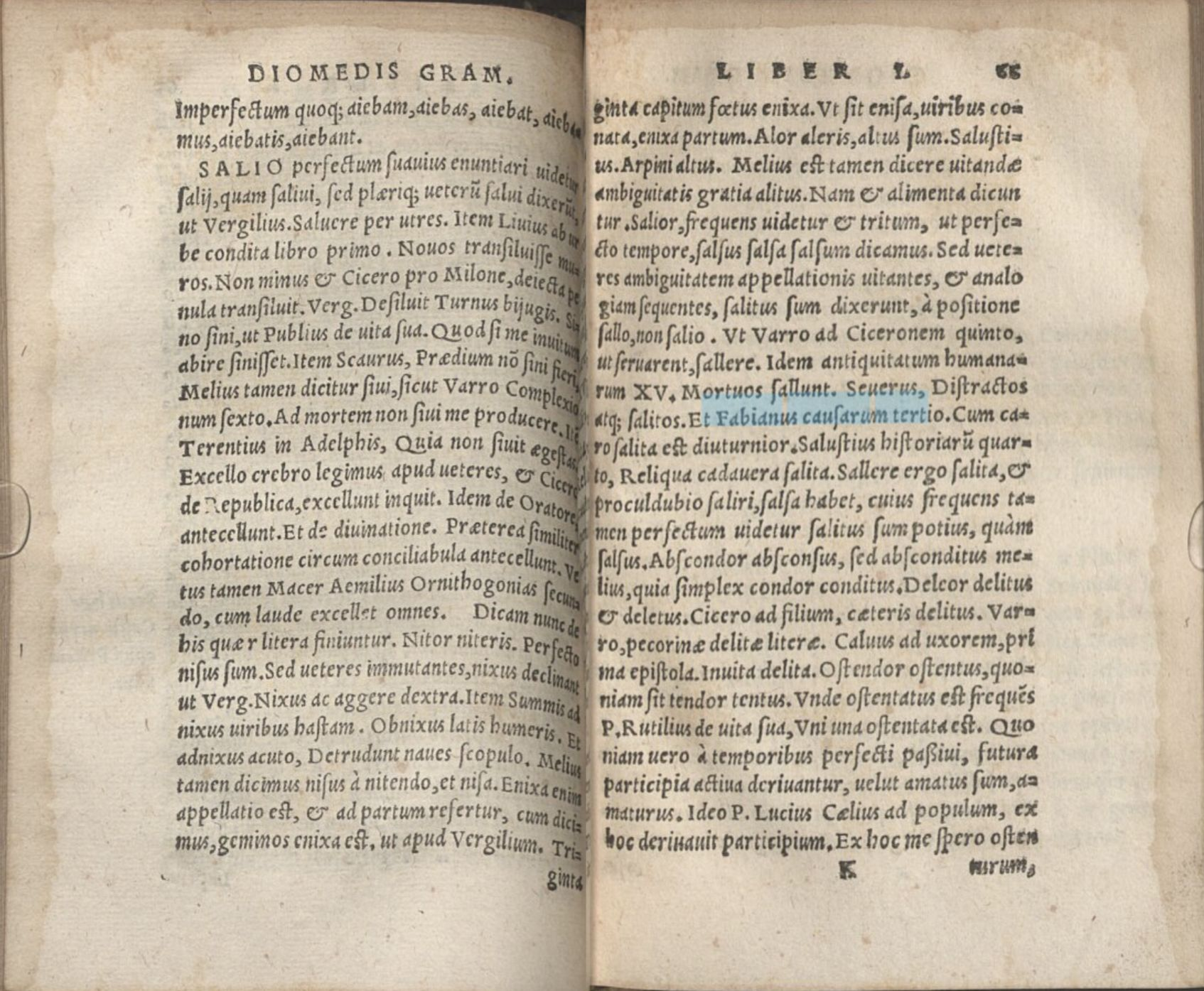
Papirio Fabiano en el libro Ars grammatica de Diomedes – Edición Johannes Caesarius 1542.

Papirio Fabiano (en latín: Papirius Fabianus) fue un retórico y filósofo de la Antigua Roma, activo en la última época de Augusto y en las épocas de Tiberio y Calígula, en la primera mitad del siglo I.

## Biografía
Formaba parte de la gens Papiria y fue alumno de Arelio Fusco y Rubelio Blando en retórica, y de Quinto Sextio en filosofía. A pesar de ser mucho más joven, enseñó elocuencia a Albucio Sila. El estilo retórico de Fabiano es descrito por Séneca el Viejo, y es mencionado a menudo en el tercer libro de Controversiae y en el Suasoriae. Su primer modelo de retórica fue el de su maestro Arelio Fusco, pero luego utilizó un estilo menos ornamentado de elocuencia.
Fabiano pronto abandonó la retórica en favor de la filosofía, siguiendo la escuela estoico-pitagórica de los sextios y hasta tal punto que fue maestro de Séneca el Joven, que alaba sus talentos oratorios y su noble carácter, y coloca sus obras filosóficas junto a las de Cicerón, Asinio Polio y el historiador Livio. Séneca describe el estilo filosófico de Fabiano, y en algunos puntos su descripción se corresponde con la de Séneca el Viejo. Parece que los dos Sénecas apreciaban mucho a Fabiano.
Fabiano fue el autor de una obra titulada [Rerum?] Civilium, y de Controversiae y Suasoriae como Séneca el Viejo y es de notar que sus escritos filosóficos excedieron en número a los de Cicerón. También prestó gran atención a la ciencia física, y Plinio el Viejo lo llama rerum naturae peritissimus, 'muy experimentado en asuntos de la naturaleza'. De lo que narra Séneca (Natur. Quaest. iii. 27), parece haber escrito sobre física y sus obras tituladas De Animalibus y Causarum Naturalium Libri son mencionadas con frecuencia por Plinio.